# 18777 Hobson
18777 Hobson è un asteroide della fascia principale. Scoperto nel 1999, presenta un'orbita caratterizzata da un semiasse maggiore pari a 2,5611165 UA e da un'eccentricità di 0,1853773, inclinata di 4,32329° rispetto all'eclittica.